# North American T-6 Texan

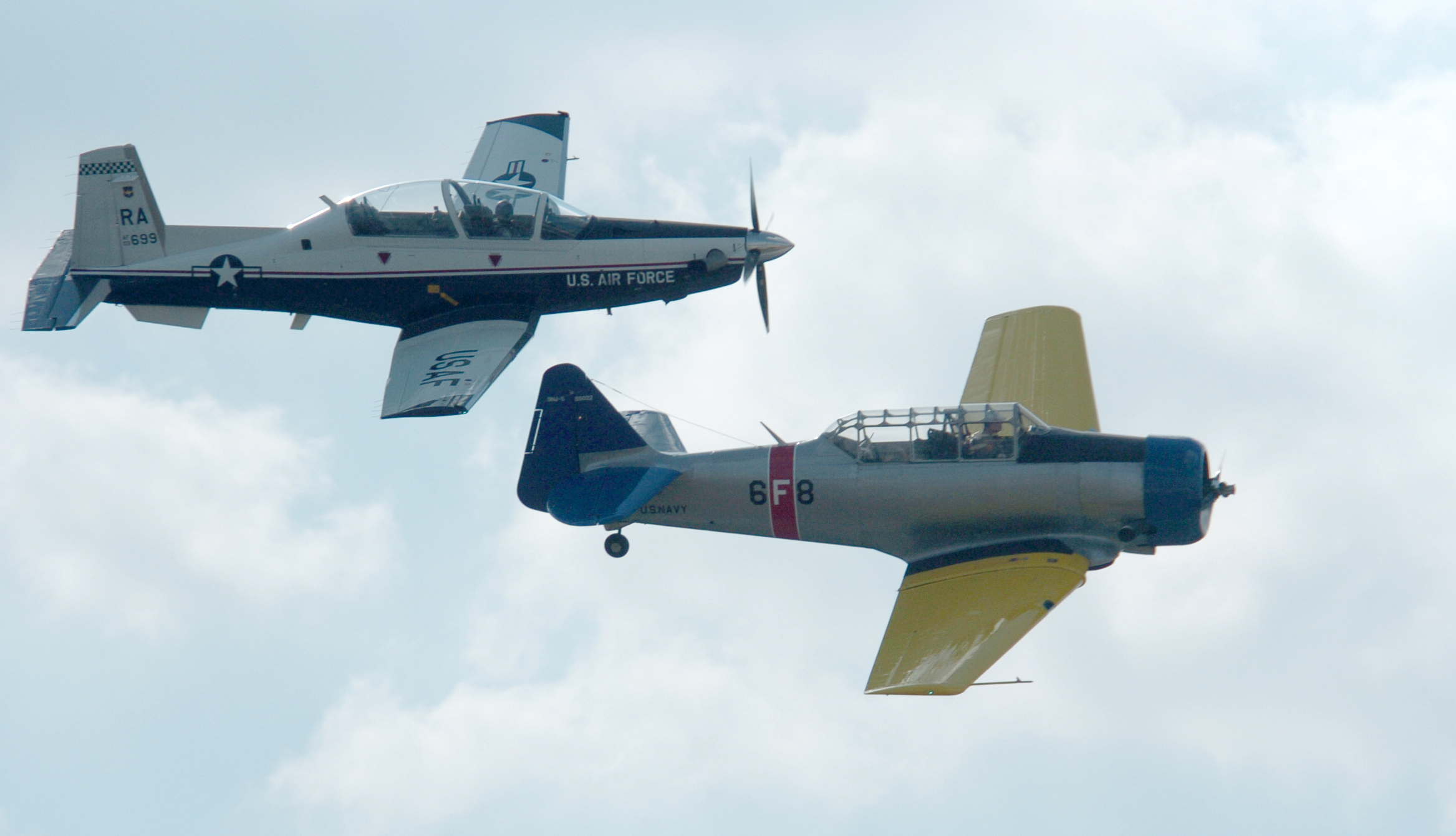
T-6 Texan nguyên bản (sơn màu như một chiếc SNJ của hải quân Hoa Kỳ) ở bên phải, ở bên trái là chiếc T-6 Texan II, tại Căn cứ không quân Randolph, Texas, 2007

North American Aviation T-6 Texan là một loại máy bay huấn luyện nâng cao của Hoa Kỳ. Nó được trang bị cho Không quân Lục quân Hoa Kỳ, Hải quân Hoa Kỳ, Không quân Hoàng gia và các lực lượng không quân thuộc khối thịnh vượng Anh trong Chiến tranh thế giới II và trong thập niên 1950.

## Quốc gia sử dụng
Argentina
- Không quân Hải quân Argentina

 Áo
- Không quân Áo

 Bỉ
- Không quân Bỉ

 Biafra
- Không quân Biafra

 Bolivia
- Không quân Bolivia
- Không quân Hải quân

 Brasil
- Không quân Brazil

 Canada
- Không quân Hoàng gia Canada
- Hải quân Hoàng gia Canada
- Hội đồng Nghiên cứu Quốc gia

 Đài Loan
- Không quân Cộng hòa Trung Hoa

 Chile
- Không quân Chile

 Colombia
- Không quân Colombia

 Cộng hoà Congo
- Không quân Congo

 Cuba
- Không quân Cuba

 Đan Mạch
- Không quân Hoàng gia Đan Mạch

 Cộng hòa Dominica
- Không quân Dominica

 El Salvador
- Không quân El Salvador

 Pháp
- Không quân Pháp

 Gabon
- Không quân Gabon Air Force

 Đức
- Luftwaffe

 Greece
- Không quân Hy Lạp

 Haiti
- Lực lượng vũ trang Haiti

 Hong Kong
 Honduras
- Không quân Honduras

 Ấn Độ
- Không quân Hoàng gia Ấn Độ
- Không quân Ấn Độ

 Indonesia
- Không quân Indonesia

 Iran
- Không quân Iran

 Israel
- Không quân Israel

 Ý
- Aeronautica Militare

 Nhật Bản

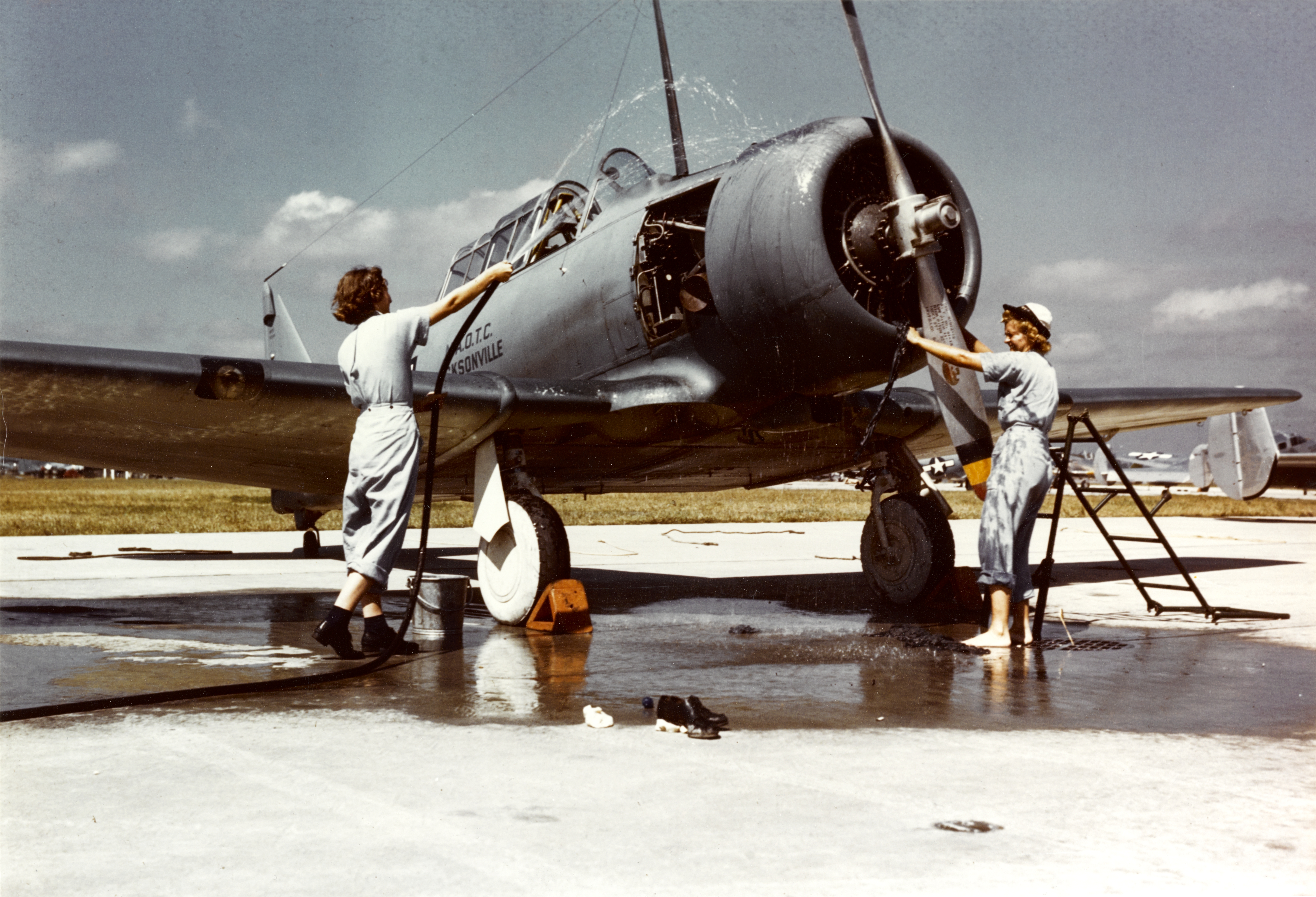
WAVES đang cọ rửa một chiếc SNJ tại NAS Jacksonville, FL.

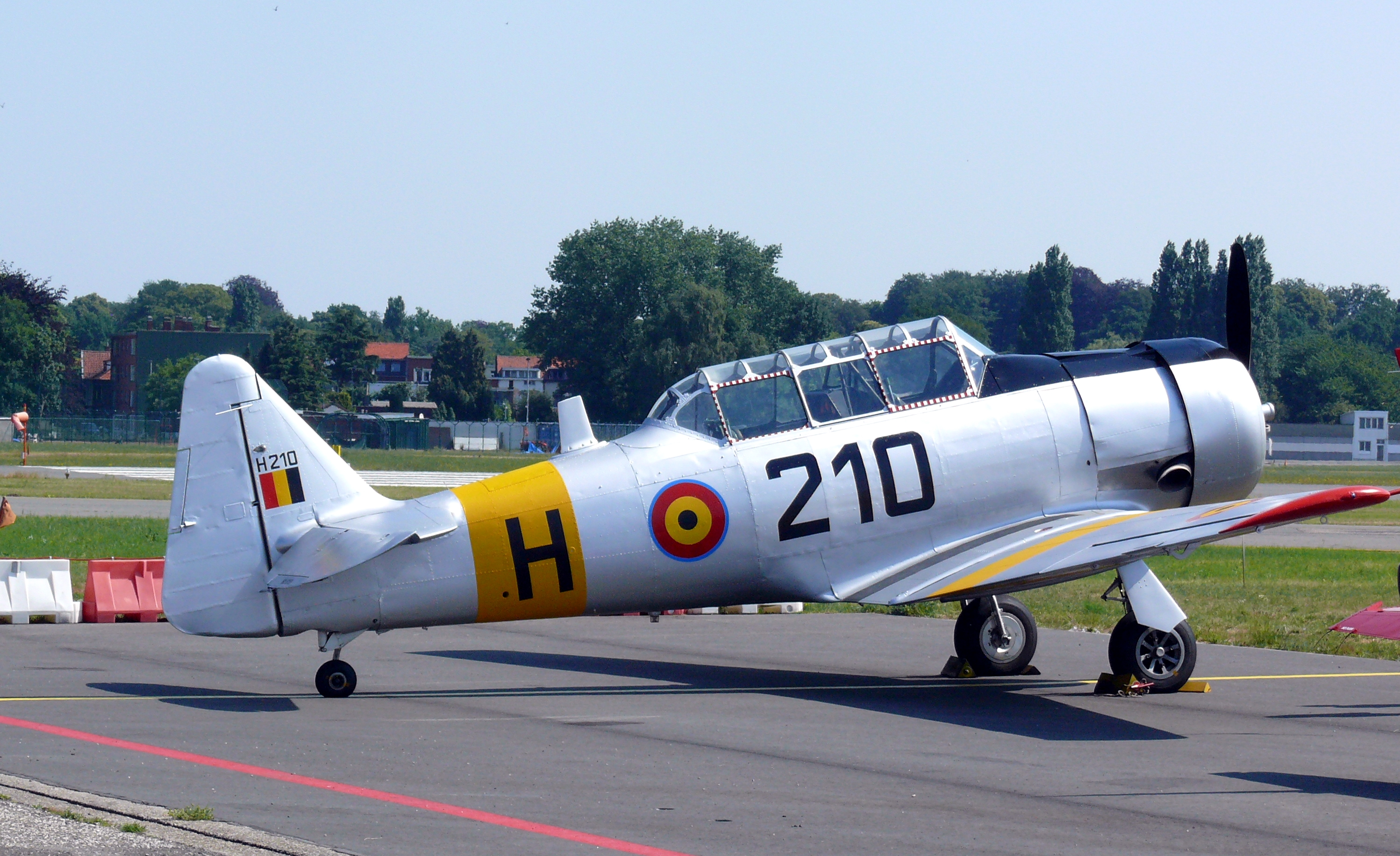
T-6G của Không quân Bỉ

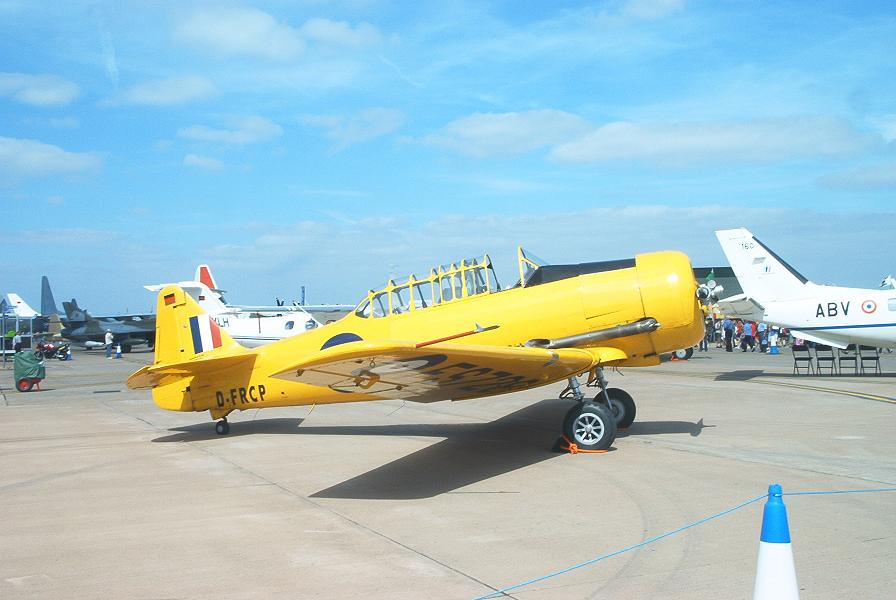
Harvard II của Canada tại Royal International Air Tattoo năm 2005

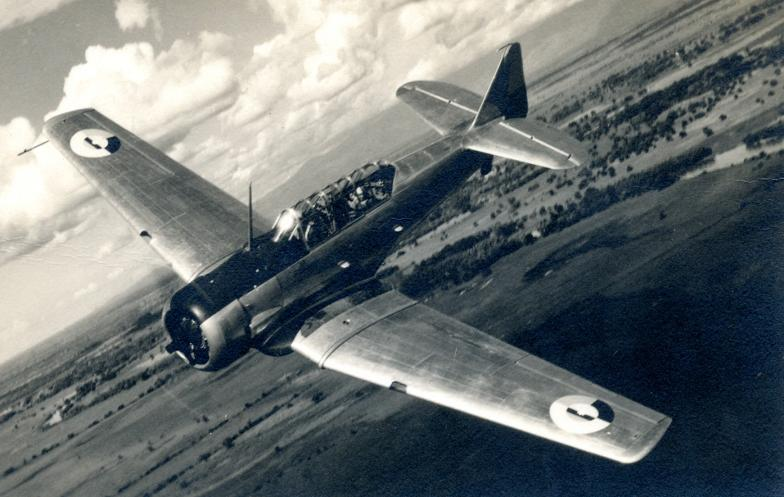
AT-6 Texan của Không quân Colombia trong Chiến tranh thế giới II.

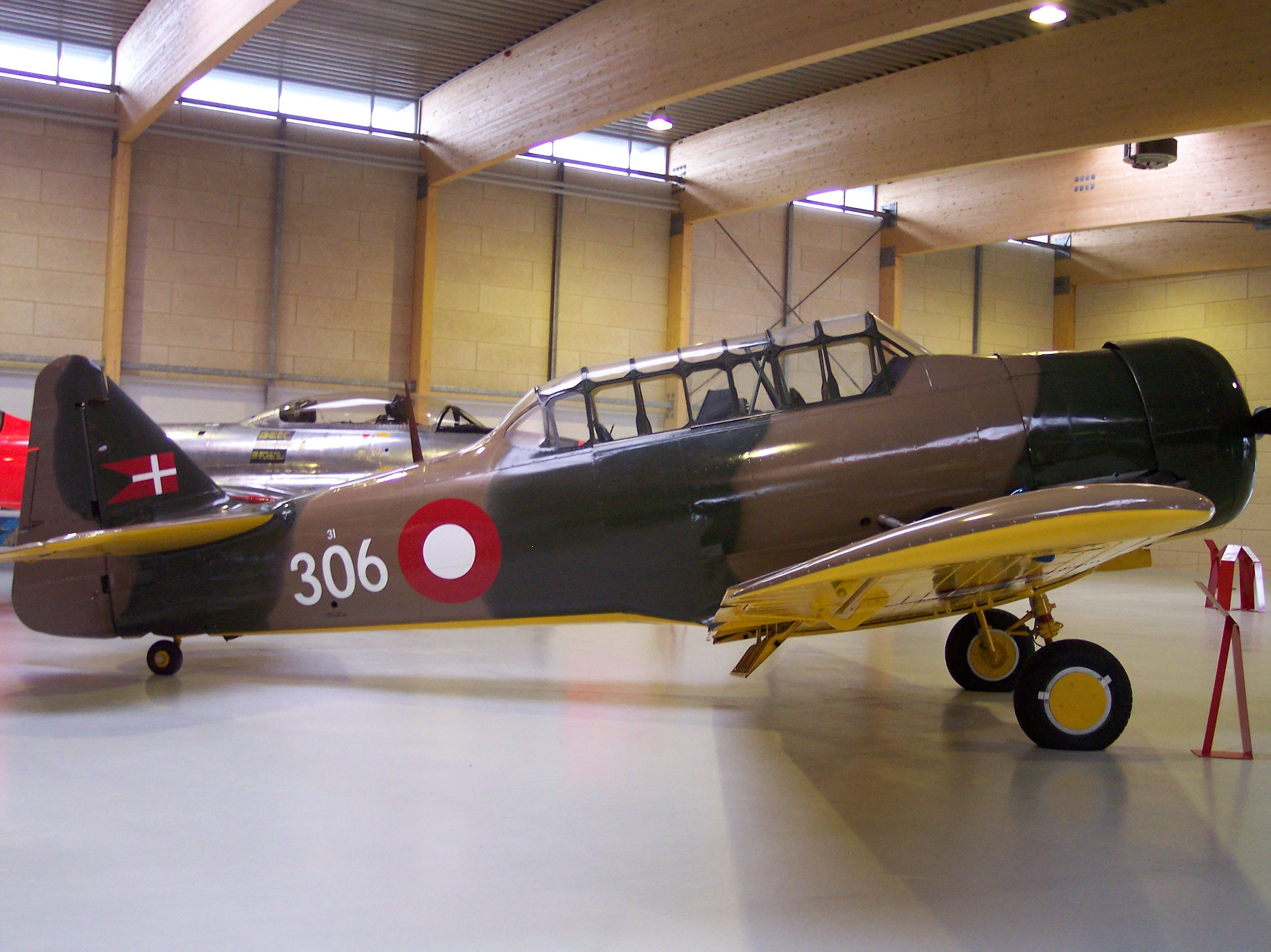
Harvard II của Đan Mạch

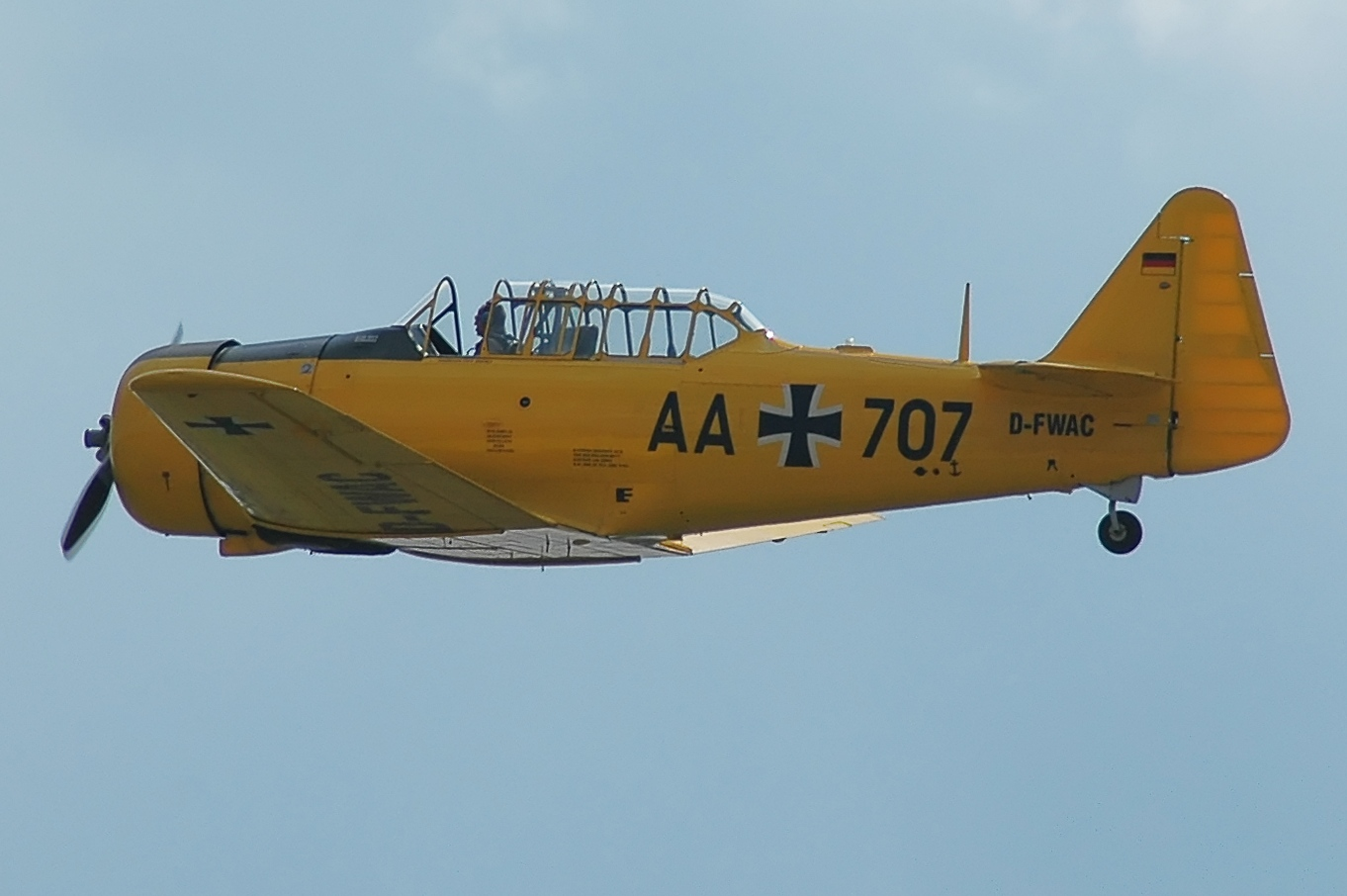
T-6D sơn biểu tượng của Luftwaffe

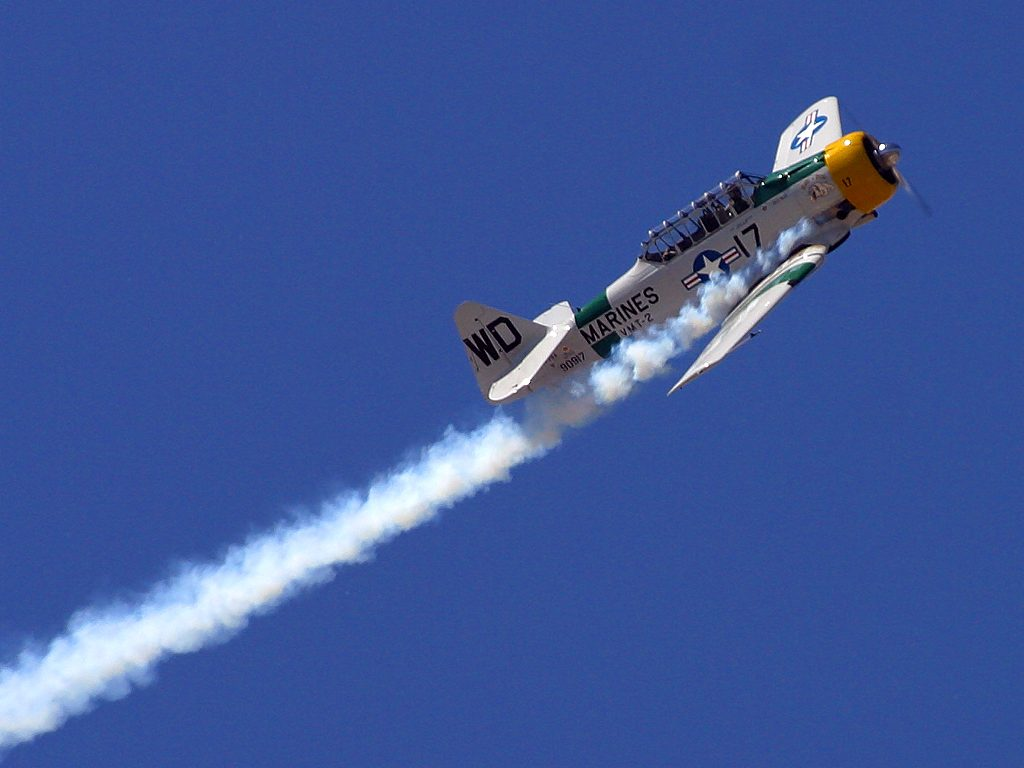
War Dog, một chiếc SNJ-5 sơn màu của MCAS El Toro, 2004.

- Lực lượng Phòng vệ trên không Nhật Bản
- Lực lượng Phòng vệ trên biển Nhật Bản

 Katanga
 Liban
- Không quân Liban

 Hàn Quốc
- Không quân Hàn Quốc

- Không quân Hoàng gia Lào

 México
- Không quân Mexico

 Maroc
- Không quân Hoàng gia Maroc

 Hà Lan
- Không quân Hoàng gia Hà Lan
- Không quân Hải quân Hà Lan

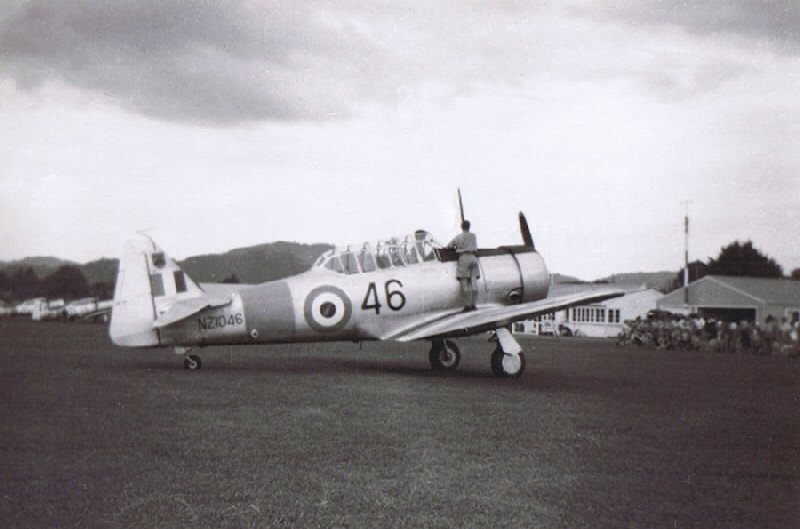
Harvard thuộc RNZAF tại Onerahi Aerodrome, gần Whangarei, New Zealand năm 1961.

- Không quân Lục quân Đông Ấn Hoàng gia Hà Lan

 Mozambique
- Không quân Mozambique

 New Zealand
- Không quân Hoàng gia New Zealand

 Na Uy
- Không quân Hoàng gia Na Uy

 Nicaragua
- Không quân Nicaragua

 Pakistan
- Không quân Pakistan

 Paraguay
- Không quân Paraguay
- Không quân Hải quân Paraguay

 Philippines
- Không quân Philippine

 Bồ Đào Nha
- Không quân Bồ Đào Nha
- Hải quân Bồ Đào Nha

 South Africa
- Không quân Nam Phi

 Southern Rhodesia
- Không quân Nam Rhodesia

 South Vietnam
- Không lực Việt Nam Cộng hòa

 Tây Ban Nha
- Không quân Tây Ban Nha

 Liên Xô
- Không quân Liên Xô

 Thụy Điển
- Không quân Thụy Điển

 Thụy Sĩ
- Không quân Thụy Sĩ

 Syria
- Không quân Syria

 Thái Lan
- Không quân Hoàng gia Thái Lan

 Tunisia
- Không quân Tunisia

 Thổ Nhĩ Kỳ
- Không quân Thổ Nhĩ Kỳ

 Anh Quốc
- Không quân Hoàng gia
- Hải quân Hoàng gia

 United States

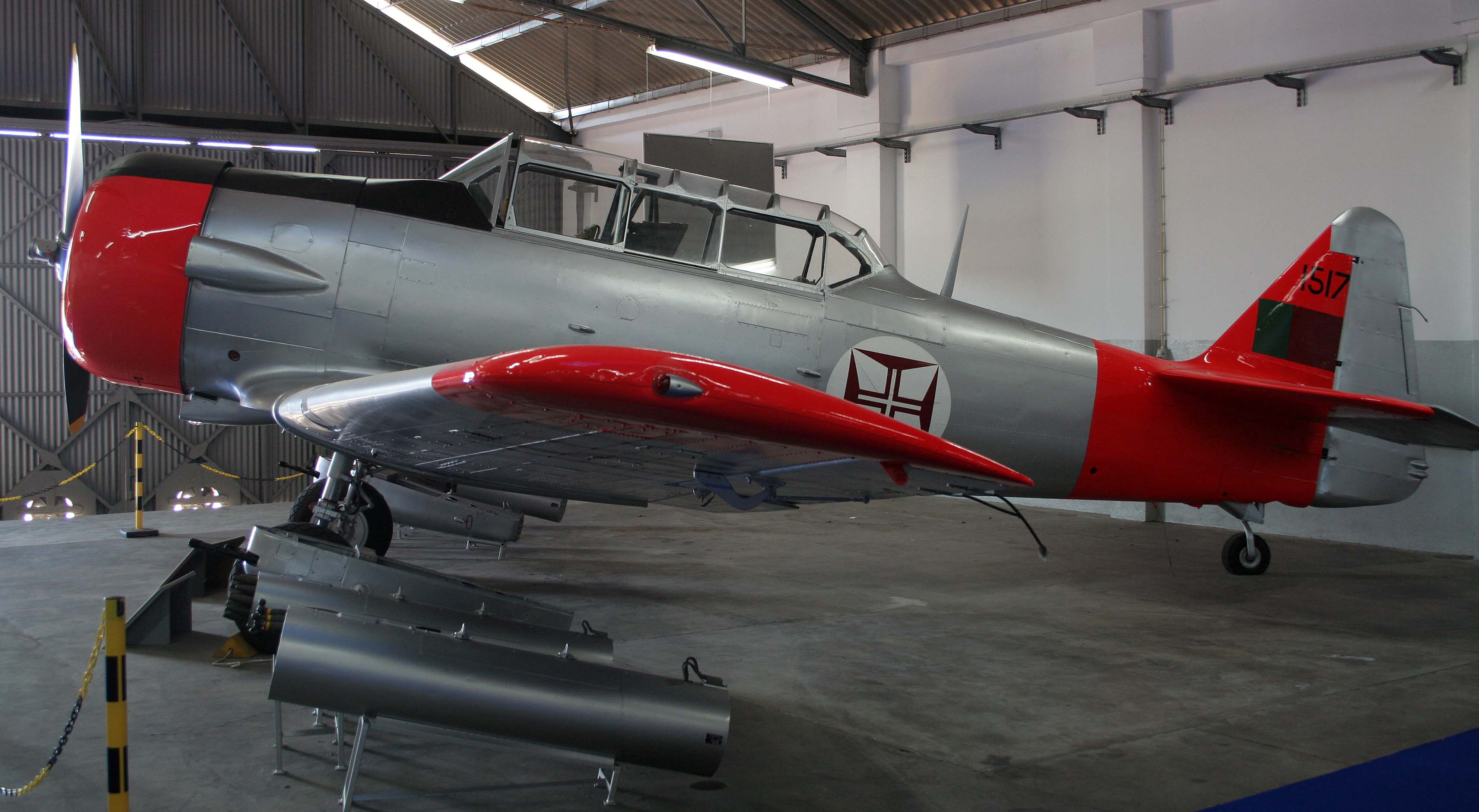
T-6G tại bảo tàng Không quân Bồ Đào Nha

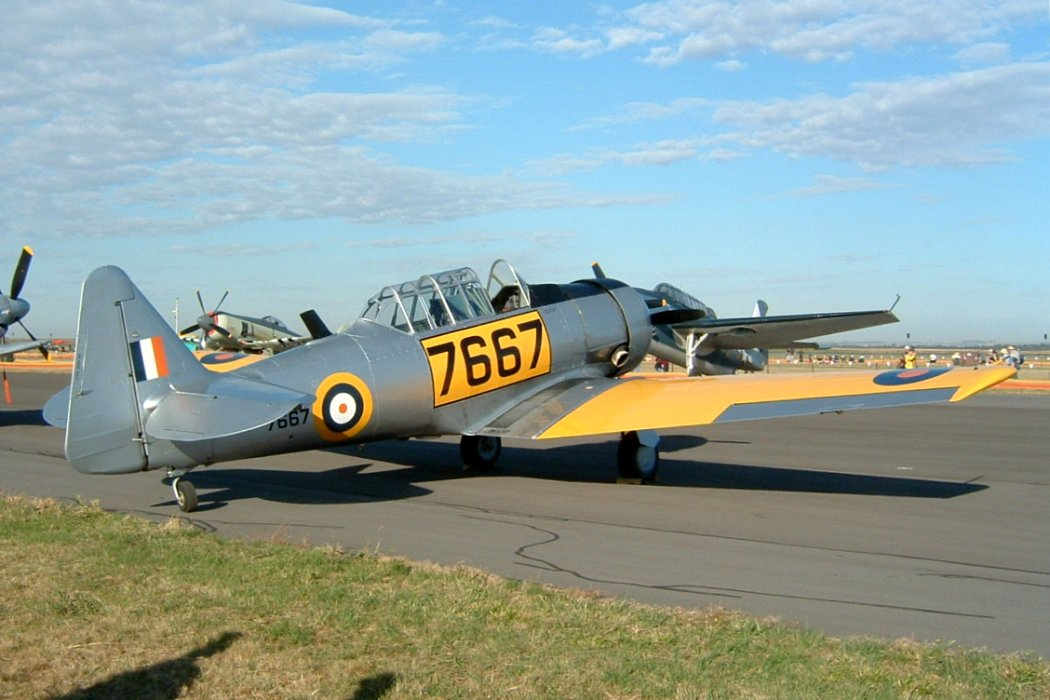
Harvard IIA của Không quân Nam Phi

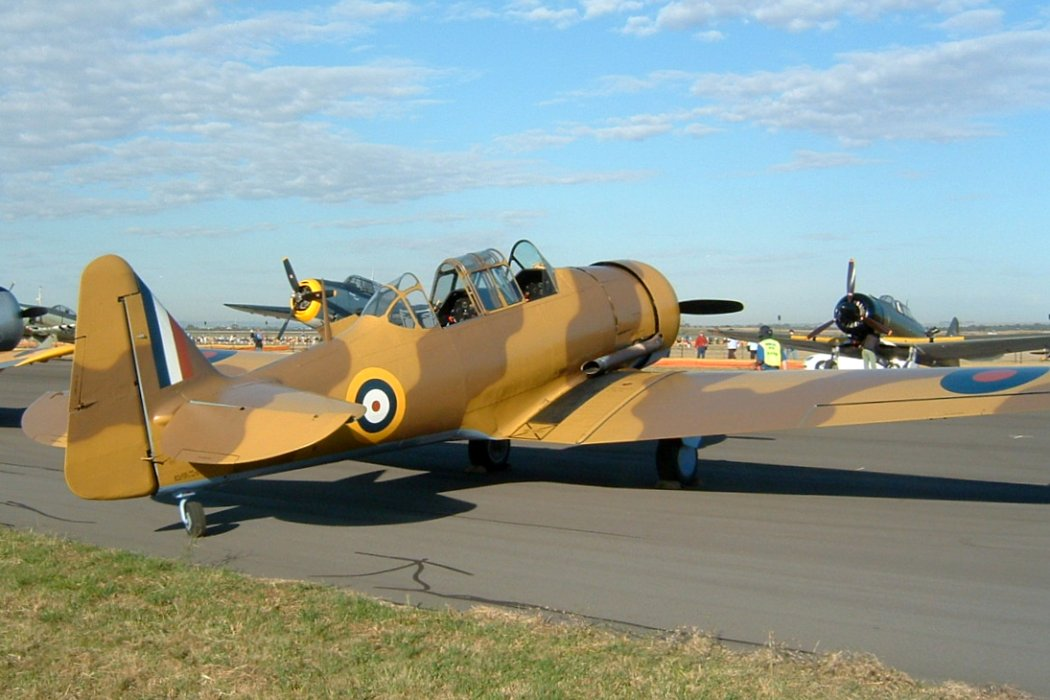
Harvard II sơn màu ngụy trang sa mạc của RAF

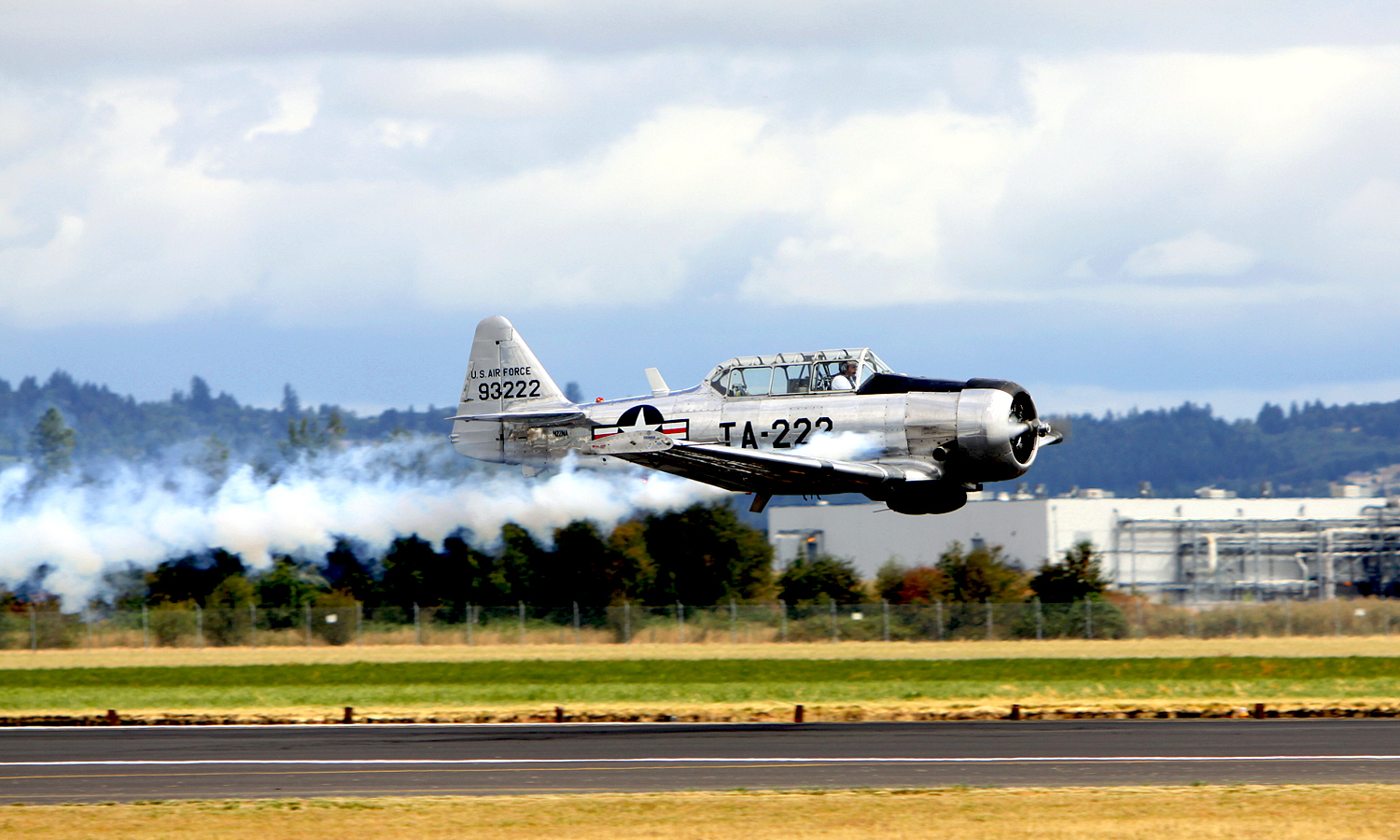
T-6G Texan

- Quân đoàn Không quân Lục quân Hoa Kỳ/Không quân Lục quân Hoa Kỳ

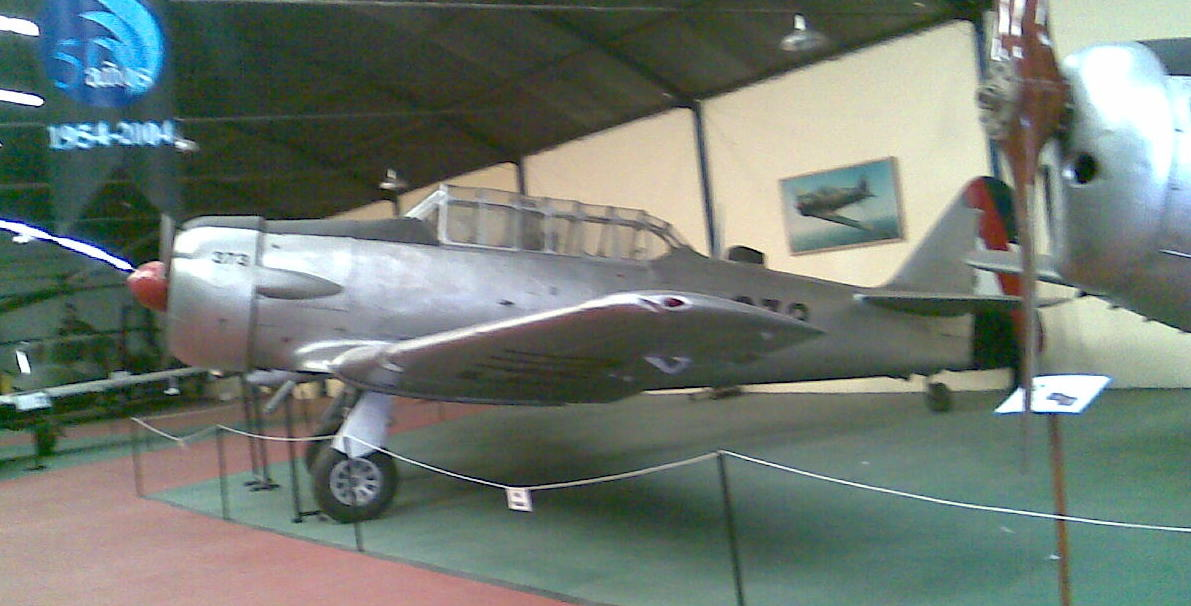
T-6G Texan ở bảo tàng hàng không Không quân Uruguay tại Montevideo, Uruguay.

- Không quân Hoa Kỳ
- Hải quân Hoa Kỳ
- Thủy quân Lục chiến Hoa Kỳ
- Bảo vệ Bờ biển Hoa Kỳ

 Uruguay
- Không quân Uruguay

 Venezuela
- Không quân Venezuela

 Nam Tư
- Không quân SFR Nam Tư

 Zaire

## Tính năng kỹ chiến thuật (T-6G)

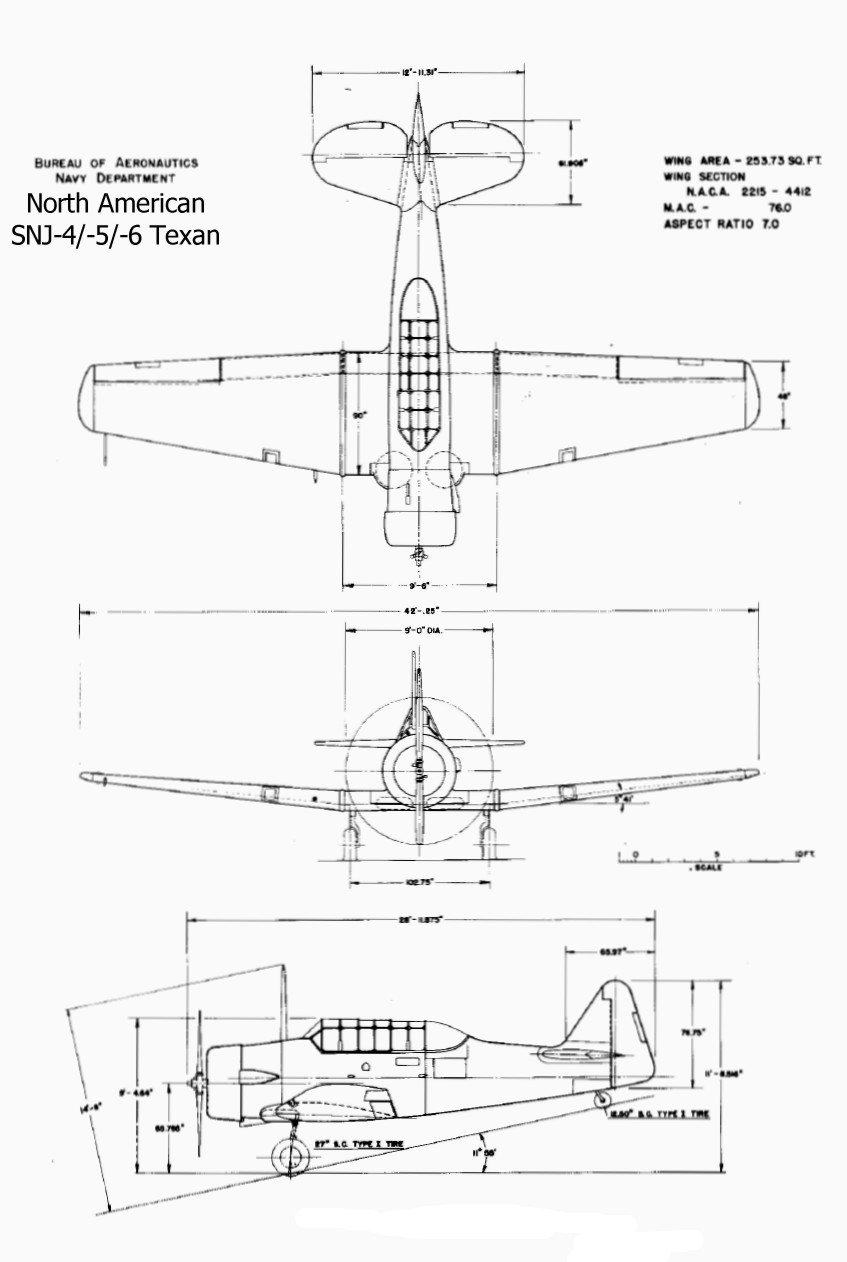
T-6/SNJ.

Dữ liệu lấy từ Jane’s Fighting Aircraft of World War II
Đặc điểm tổng quát
- Kíp lái: 2
- Chiều dài: 29 ft (8,84 m)
- Sải cánh: 42 ft (12,81 m)
- Chiều cao: 11 ft 8 in (3,57 m)
- Diện tích cánh: 253,7 ft² (23,6 m²)
- Trọng lượng rỗng: 4.158 lb (1.886 kg)
- Trọng lượng có tải: 5.617 lb (2.548 kg)
- Động cơ: 1 × Pratt & Whitney R-1340-AN-1 Wasp, 600 hp (450 kW)

 Hiệu suất bay 
- Vận tốc cực đại: 208 mph trên độ cao 5.000 ft (335 km/h trên độ cao 1.500 m)
- Vận tốc hành trình: 145 mph (233 km/h)
- Tầm bay: 730 dặm (1.175 km)
- Trần bay: 24.200 ft (7.400 m)
- Vận tốc lên cao: 1.200ft/phút (6,1 m/s)
- Tải trên cánh: 22,2 lb/ft² (108 kg/m²)
- Công suất/trọng lượng: 0,11 hp/lb (kW/kg)

Trang bị vũ khí

- 3× súng máy 0.30 in (7,62 mm)